# Chamaeza mollissima
A Chamaeza mollissima a madarak osztályának verébalakúak (Passeriformes) rendjébe és a földihangyászfélék (Formicariidae) családjába tartozó faj.

## Rendszerezése
A fajt Philip Lutley Sclater angol ügyvéd és zoológus írta le 1855-ben.

## Alfajai
- Chamaeza mollissima mollissima – (P. L. Sclater, 1855)
- Chamaeza mollissima yungae – (Carriker, 1935)

## Előfordulása
Bolívia, Ecuador, Kolumbia és Peru területén honos. Természetes élőhelyei a szubtrópusi vagy trópusi hegyi esőerdők. Állandó, nem vonul faj.

## Megjelenése
Testhossza 21 centiméter.

## Természetvédelmi helyzete
Az elterjedési területe nagyon nagy, egyedszáma pedig stabil. A Természetvédelmi Világszövetség Vörös listáján nem veszélyeztetett fajként szerepel.